# Anaea neidhoeferi
Anaea neidhoeferi is een vlinder uit de familie van de Nymphalidae. De wetenschappelijke naam van de soort is voor het eerst geldig gepubliceerd in 1965 door Rotger, Escalante & Coronado-G.